# Бен-Метірська гребля
36°44′49″ пн. ш. 8°44′30″ сх. д. / 36.74701° пн. ш. 8.741763° сх. д.
Бен-Метірська гребля — гребля на річці Уед-ель-Ліль біля села Бен Метір на півночі Тунісу, на північний захід від міста Аїн-Драхам.
Висота греблі 78 м. Площа водосховища 350 га, місткість до 73 млн м3 (в середньому 53 млн м3). Вода використовується для водопостачання й зрошення, планувалась для забезпечення водою зрослої чисельності населення міста Туніс.

## Історія
Збудована протягом 1947 — 1953 років. Греблю збудовано переважно українцями, що прибули сюди з Німеччини й Австрії у 1947 році за угодою, що її уклав інженер Сидір Тим'як з паризькою фірмою «Кампенон-Бернар», котра мала спорудити греблю. Проект швейцарського інженера Альфреда Штукі.
Українська будівельна колонія в Бен-Метірі налічувала коло 300 осіб і проіснувала від 1947 до 1956 року.

## Галерея

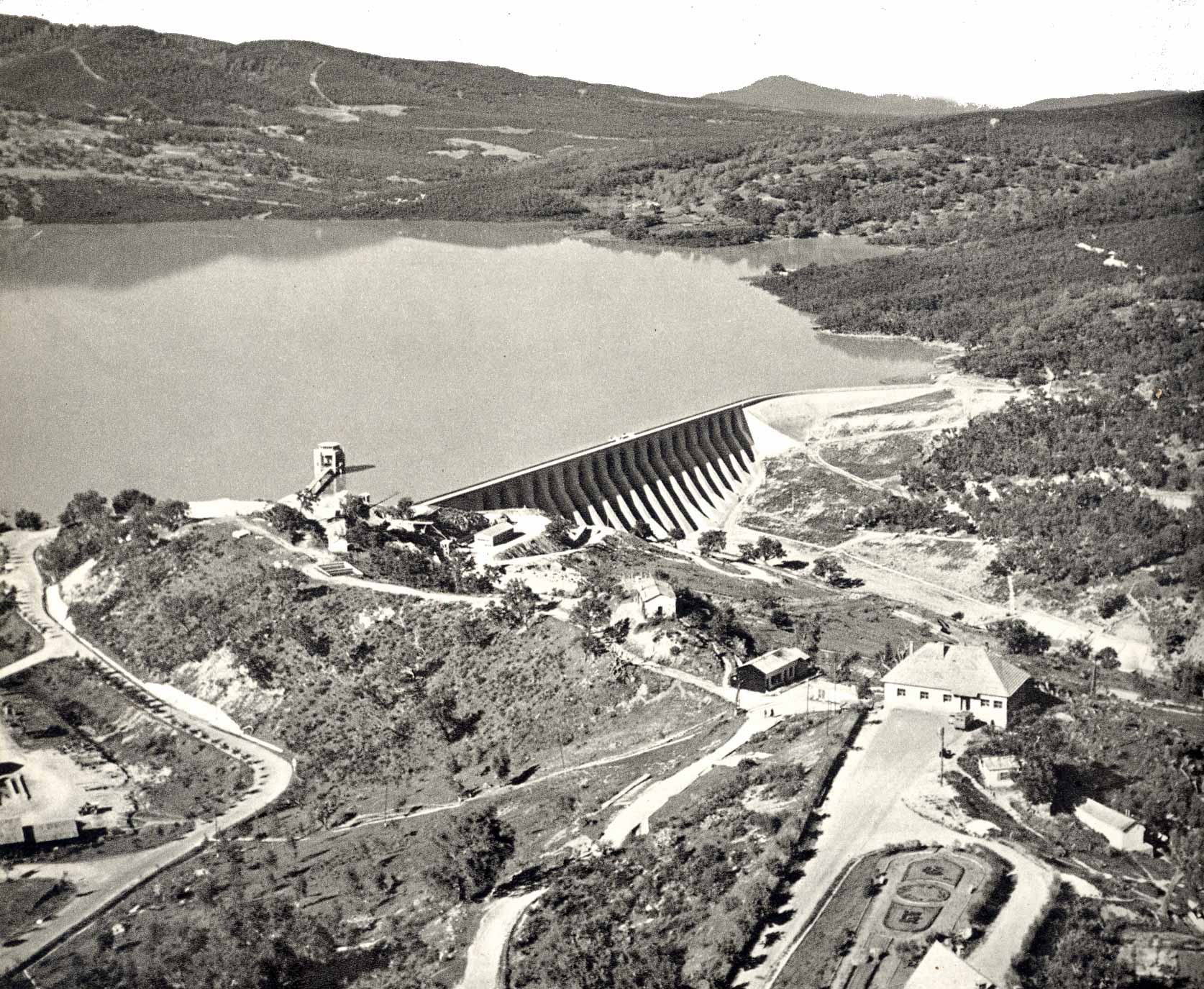
1957 рік
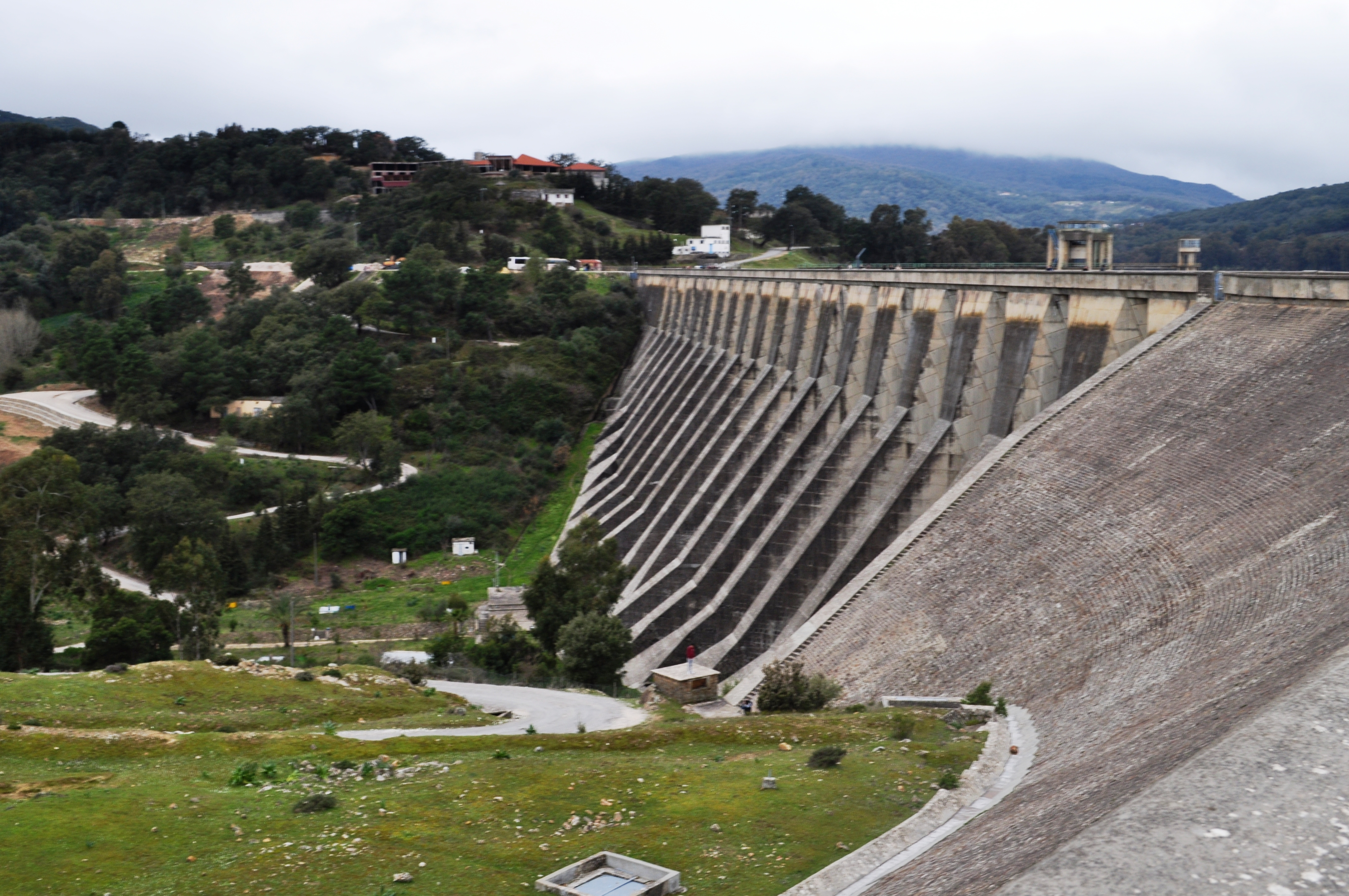
2012 рік